# Yam Kim-fai
Yam Kim-fai (任劍輝, 4 février 1913 - 29 novembre 1989), aussi connue sous le nom de Ren Jianhui, est une chanteuse d'opéra cantonais de Chine et Hong Kong.
Elle était surtout remarquable pour sa capacité unique à chanter dans le registre inférieur. Le fait que sa voix d'opéra soit indiscernable d'une voix masculine lui a permis de jouer des rôles tant masculins que féminins, bien qu'elle ait généralement joué des rôles masculins.

## Biographie
Née sous le nom de Yam Lee-chor, elle joue comme passe-temps avec une troupe d'opéra cantonais depuis l'école primaire. À l'âge de 14 ans, sa tante, actrice d'opéra cantonais, lui enseigne les bases de cet art. Très vite, elle quitte l'école et commence à se produire avec Wong Lui-hap, connue pour être l'équivalent féminin de Ma Sze-tsang.
Sa carrière se déroule ensuite à Canton, Macao et Hong Kong et elle se spécialise dans les rôles masculins.
Le 24 juin 1972, alors qu'elle joue pour la dernière fois en public, les spectateurs cherchent sur scène l'« homme » qu'ils voyaient dans les films et opéras et furent surpris de la voir habillée en femme. Après 1972, Yam préférait chanter en privé avec un groupe et était souvent accompagnée de sa protégée Loong qui lisait les paroles pour elle avant que sa vue ne s'améliore grâce à une opération chirurgicale.
Le 11 juillet 1976, lors du 25e concours de Miss Univers au théâtre Lee (en) à Hong Kong, les candidates étaient invitées à choisir parmi cinq portraits celui qu'elles pensaient être l'actrice en costume d'opéra cantonais. Aucune n'a correctement identifié Yam .
En 1989, elle meurt chez elle à Hong Kong d'un épanchement pleural.